# Pierino Belli
Pierino Belli, o Pietrino Belli (Alba, 20 marzo 1502 – Torino, 31 dicembre 1575), è stato un giurista italiano, considerato tra i fondatori del moderno diritto internazionale.

## Biografia
Figlio dei nobili albesi Berentina e Pietro Antonio, Pierino (o Petrino) Belli condivise sia le simpatie familiari per i marchesi del Monferrato e l'impero sia l'avversione per i marchesi di Saluzzo e la Francia. A differenza del fratello Bartolomeo, non fu però nelle imprese militari che si distinse, ma nel campo a lui più congeniale del diritto. Dopo i primi studi ad Alba, infatti, aveva frequentato le università di Perugia e di Pavia laureandosi in utroque iure.
Nel 1533, datasi Alba ai saluzzesi, si trasferì con la famiglia ad Asti, dove continuò ad esercitare l'avvocatura diventando vicario della pretoria e patrocinatore del comune. Il 22 giugno 1537 accolse Carlo V ad Alba, ripresa dagli imperiali, ma non vi tornò ad abitare come fecero invece i suoi fratelli. Lo stesso anno fu nominato giudice dei reati e delle vertenze militari nell'esercito imperiale. Fu anche consigliere del duca di Mantova Federico II Gonzaga, divenuto nel frattempo signore del Monferrato, che indusse a restare fedele all'imperatore nelle continue guerre scoppiate tra la Francia e la Spagna. Come ricompensa, nel 1552 Filippo II lo nominò senatore del ducato di Milano.
Dopo la pace di Cateau-Cambrésis (2-3 aprile 1559), Emanuele Filiberto I di Savoia gli affidò la riorganizzazione del ducato sabaudo dal punto di vista legislativo e della giustizia, inserendolo (novembre 1560) fra i suoi sei consiglieri di stato, utilizzandolo per difficili missioni diplomatiche (come il recupero delle cinque piazzeforti di Torino, Chieri, Chivasso, Pinerolo e Villanova d'Asti ancora in mano francese, che si protrasse dal 1562 al 1574) e rimettendosi alla sua competenza per la risoluzione di svariate questioni giuridiche e di confine.

## De re militari et bello tractatus

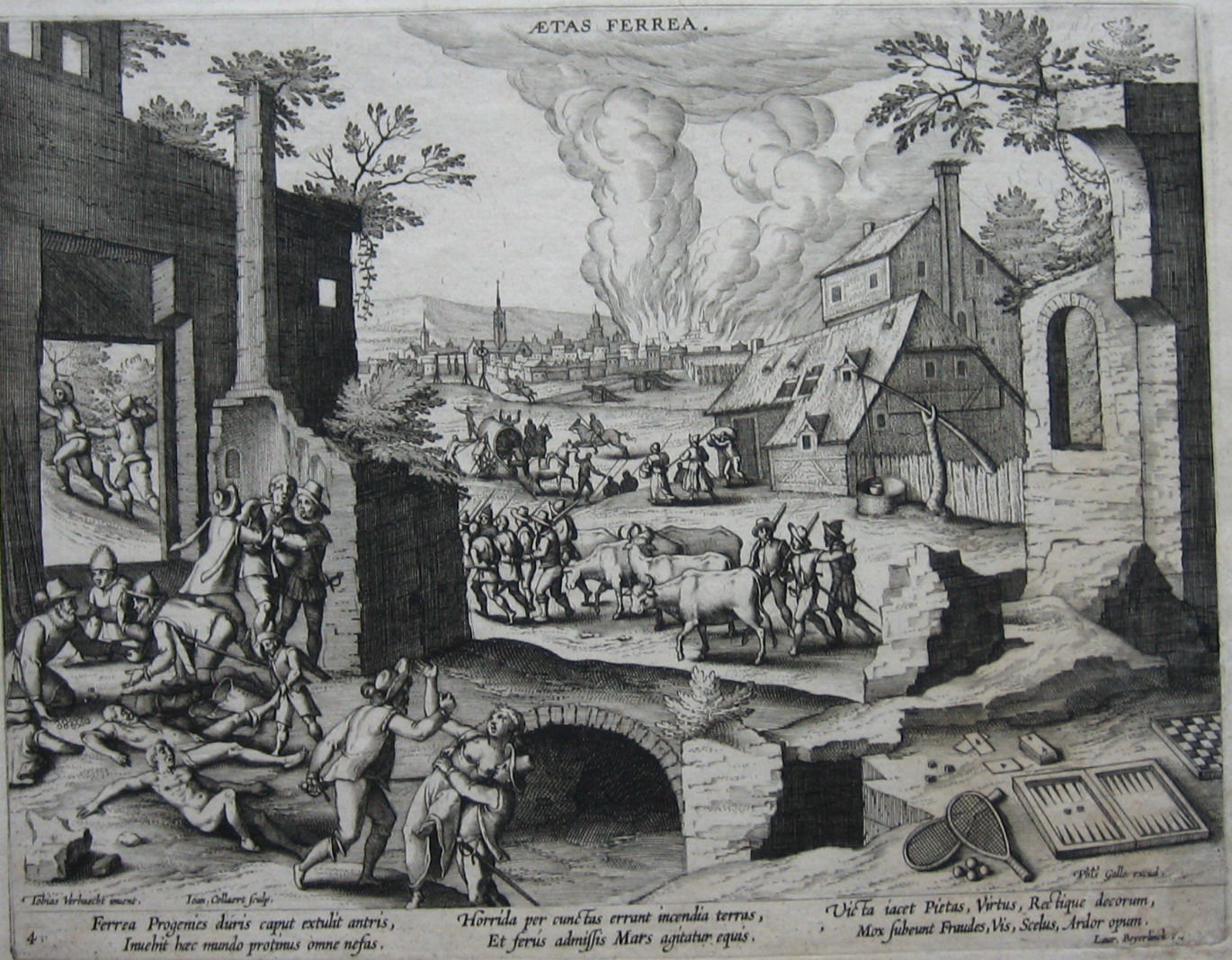
Incisione olandese del tardo Cinquecento che illustra le brutalità della guerra

I numerosi incarichi pubblici affidatigli indubbiamente distolsero Pierino Belli dagli studi giuridici sottraendogli tempo prezioso, tuttavia il concreto espletamento di tali compiti (ad esempio, la lunga esperienza come "uditore di guerra") rafforzò in lui l'esigenza di approfondire, ordinare e ridefinire teoricamente gli aspetti legali e legislativi affrontati direttamente sul campo. Gli anni relativamente "tranquilli" passati al Senato di Milano gli permisero di scrivere e completare l'opera cui è soprattutto legata la sua fama: il De re militari et bello tractatus che, pubblicato nel 1563 con dedica a Filippo II, rappresentò il manuale più esaustivo sull'etica militare e il diritto bellico in un'epoca di grandi mutamenti politici e di transizione fra il vecchio e il nuovo ordine internazionale in cui anche la guerra stava cambiando la propria natura. A quest'opera, cui va pure il merito di aver posto le basi per il riconoscimento dei diritti del singolo individuo anche durante i conflitti, si sarebbero poi ispirati i principali studiosi del moderno diritto internazionale, a cominciare da Alberico Gentili e Ugo Grozio.
Il testo del Belli tuttavia, dopo il successo iniziale che lo vide inserito nella vastissima antologia giuridica in 25 volumi del Tractatus universi iuris (1583), parve poi cadere in una sorta di «malevola dimenticanza» proprio da parte di quegli autori che invece vi attinsero ampiamente nell'elaborazione del proprio pensiero. Ciò fino alla sua "riscoperta" nella seconda metà dell'Ottocento, grazie in particolare al giurista Pasquale Stanislao Mancini, che ne evidenziò per primo il carattere anticipatorio di molti giudizi e riflessioni.

### Le edizioni
- Petrini Belli albensis..., De re militari et bello tractatus, divisus in partes 11. In quo, praeterea, quae de Re militari tractantur, obiter multa, quae ad civilem administrationem attinent, attinguntur, Venezia, Francesco Portonari, 8 maggio 1563.
- Petrini Belli, "De re militari et bello", in Tractatus universi iuris, Venezia, Societas aquilae se renovantis, 1583, vol. 16º, cc. 335r-371r.
- Pierino Belli, De re militari et bello tractatus. A treatise on military matters and warfare, in eleven part, Oxford, Clarendon Press e Londra, Humphrey Milford, 1936; in 2 volumi, il primo con l'introduzione di Arrigo Cavaglieri e la riproduzione fotografica dell'edizione originale, il secondo con la traduzione inglese di Herbert C. Nutting. Edizione poi riprodotta in facsimile: Buffalo (New York), Hein, 1995. ISBN 1-57588-520-4 il primo volume, ISBN 0-89941-961-5 il secondo.
- Petrini Belli albensis, De re militari et bello tractatus. Trattato sulla milizia e sulla guerra (introduzione di Benedetto Conforti, traduzione italiana di Cosimo Cascione, ristampa anastatica dell'edizione latina originale), Alba, Fondazione Ferrero, 2006.
- Pietrino Belli d'Alba, Traité sur l'art militaire et la guerre. De re militari et bello tractatus, 1563 (introduzione, traduzione francese e note di Dominique Gaurier), Alba, Fondazione Ferrero, 2007.
- Pietrino Belli, De re militari et bello tractatus (atti del convegno per la presentazione della traduzione italiana di Cosimo Cascione, Roma, Accademia nazionale dei Lincei, 27 novembre 2006), Alba, Fondazione Ferrero, 2008.

## Matrimonio, patrimonio e altre notizie
Dopo il trasferimento ad Asti, Pierino Belli ebbe una lunga relazione con Maria De Bonardis, da cui ebbe due figli: Giovanni Amedeo e Livia. Nel 1541, però, sposò Giulia Damiani, vedova di Alessandro de Veraxiis, da cui ebbe altri tre figli: Francesco, cavaliere di Santo Stefano e frate dell'Ordine Certosino, Ottavia, andata poi in sposa a Filiberto Roero di Poirino, e Domenico, gran cancelliere dei Savoia.
Il 18 maggio 1543 ottenne dai Falletti di Benevello la signoria di Bonvicino nelle Langhe e nel 1546 acquistò, assieme ai fratelli, la metà di Grinzane.
Morto a Torino il 31 dicembre 1575, venne sepolto nel Duomo di Asti dove i figli gli eressero un monumento sepolcrale.
Quasi tre secoli dopo, il 20 giugno 1853, la città di Alba ne onorerà il ricordo intitolandogli una via. Altrettanto ha fatto la città di Torino.